# Южное Киву
Южное Киву (фр. Sud-Kivu) — провинция на востоке Демократической Республики Конго.
Площадь территории — 65 070 км². Административный центр — город Букаву.
На севере граничит с провинцией Северное Киву, на востоке с Бурунди, Танзанией.

## Административное деление
Провинция Южное Киву делится на 1 город и 8 территории:
- Города
  - Букаву (Bukavu) население: 533 757 чел.
- Территории
  - Физи (Fizi) площадь: 15 788 км², население: 487 935 чел.
  - Иджви (Idjwi) площадь: 281 км², население: 162 196 чел.
  - Кабаре (Kabare) площадь: 1960 км², население: 461 511 чел.
  - Калехе (Kalehe) площадь: 5126 км², население: 462 465 чел.
  - Мвенга (Mwenga) площадь: 11 172 км², население: 346 846 чел.
  - Шабунда (Shabunda) площадь: 25 116 км², население: 653 907 чел.
  - Увира (Uvira) площадь: 3148 км², население: 396 585 чел.
  - Валунгу (Walungu) площадь: 1800 км², население: 368 857 чел.